# Salah Saouli
Salah Saouli (* 1962 in Beirut) ist ein libanesischer Maler und Bildhauer.

## Leben und Wirken
Salah Saouli studierte von 1979 bis 1983 Malerei am „Institut des Beaux-Arts“ in Beirut. 1984 kam er nach Berlin und setzte an der Hochschule der Künste Berlin mit einem DAAD-Stipendium seine Studien bei Marwan Kassab-Bachi fort und studierte Bildhauerei bei Christa Biederbick. 1986 wurde er Meisterschüler von Marwan Kassab-Bachi.
Ab 1987 absolvierte er Studienaufenthalte unter anderem an der Chelsea School of Art in London, in Caracas und an der Arteleku in San Sebastian.
Saouli lebt und arbeitet als Freier Künstler in Beirut und in Berlin.

## Auszeichnungen
- 1991: Atelierstipendium der Karl-Hofer-Gesellschaft
- 1995: Stipendium des Thüringer Ministeriums für Wissenschaft, Forschung und Kultur im Atelierhaus des Panorama-Museums in Bad Frankenhausen
- 1995–1996: Stipendium der Stiftung Künstlerdorf Schöppingen
- 1997: Ehrenpreis des 3. Internationalen Sharja Biennale, V. A. Emirate
- 2002: Stipendium Künstlerschloss Nackel, Brandenburg
- 2003: Stipendium „Stiftungs-Kulturfonds“, Künstlerhaus Lukas in Ahrenshoop
- 2006: „Blickachse“-Kunstpreis („Komposition für Mondrian“)

## Ausstellungen
Einzelausstellungen
Die Werke von Salah Saouli wurden in über 20 Einzelausstellungen gezeigt, unter anderem:
- 1993: Licht-Echo, Openair Dia-Projektion, Märtyrer-Platz, Beirut, Libanon
- 1994: Die Geheimnisse der Götter, Goethe-Institut, Beirut und Tripoli, Libanon
- 1994: Timeout, Galerie Vierte Etage, Berlin
- 1994: Ritus, Theater von Beirut, Libanon
- 1995: Rückblick nach vorn, Panorama-Museum, Bad Frankenhausen
- 1996: Images, Arabisches Kulturinstitut, Brüssel, Belgien
- 1997: Details, Libanesischer Kunstverein, Beirut, Libanon
- 1997: Schallmauer, Galerie Perron, Delden, Niederlande
- 1997: Tableau, Berlin-Brandenburgerische Akademie der Wohnungswirtschaft, Berlin
- 1998: Greetings from Beirut, Galerie Maraya, Beirut, Libanon
- 1999: Das Labyrinth I, Darat al Funun, Amman, Jordanien
- 2000: Das Labyrinth II, Französisches Kulturzentrum Beirut, Libanon
- 2001: Crossword, Goethe-Institut, Beirut, Libanon
- 2001: Marseille Imaginée Marseille Réalité, Artena, Marseille, Frankreich
- 2002: Beirut – Berlin via Marseille, Flughafen Marseille, Frankreich
- 2003: Fragmente, Cine-Plus, Berlin
- 2004: Obsession, rostrum gallery, Malmö, Schweden
- 2005: Siegesrausch, OU Galerie Osaka, Japan

Gruppenausstellungen
Salah Saouli nahm mit seinen Arbeiten an mehr als 60 Gruppenausstellungen in Europa, dem Nahen Osten und Asien teil, unter anderem:
- 1992:	Von Menschenhand, Umweltbundesamt Berlin
- 1993: Junge Berliner Kunst, Technisches Museum, Prag
- 1993: Rapid eye Movement, Sala de Archivo Diputacíon Foral de Bizkaia, Bilbao
- 1997: Internationale Sharja Biennale, V. A. Emirate
- 1998: Mediterranea, Art Contemporain des Pays Méditerranéens, Brüssel
- 1998: International Kleurkopie Projekt, Wanderausstellung, Niederlande
- 1999: Expressions, Galerie Maraya, Beirut
- 1999: 20. Biennale Alexandria, Ägypten
- 1999: Art in Motion, Bilder an Öffentlichen Verkehrsmittel, Beirut
- 2000: Holzskulpturenausstellung, Højer, Dänemark
- 2001: multiplicatas Artena, Marseille
- 2002: 8 Künstler 8 Länder, Galerie im Rathaus Tempelhof, Berlin
- 2002: Bi-Rout, Zeitgenössische Kunst aus dem Libanon, Kunsthaus Tacheles, Berlin
- 2003: Gloria, DisORIENTation Haus der Kulturen der Welt, Berlin
- 2004: Kyoko’s Marriage, BE Gallery, Nagoya University of Art, Japan (mit Jeannette Lindstett)
- 2005: Amulett I, Mediterranean Encounters, Sud-Est, Parco Horcynus Orca, Sizilien, Italien
- 2005: Vision about Nature, Geumgang Nature Art Pre – Biennale 2005, Südkorea
- 2006: Komposition für Mondrian, Blickachse Skulptur Triennale, Worms
- 2006: Berliner Künstler gegen den Krieg, Berlin